# Iwanis Ier d'Antioche
Iwanis Ier d'Antioche  que Venance Grumel considère dans ses travaux comme  Jean II d'Antioche, fut patriarche d'Antioche de 740 à octobre 754 suivant le décompte de l'Église syriaque orthodoxe.
Iwanis étudie et devient moine au monastère d'Eusebuna. Il est ensuite ordonné évêque de Hauran et il est  élu et consacré comme patriarche en 740. Lorsque le calife Marwan II, visite Harran, le patriarche Iwannis lui a présente cinquante chameaux chargés de cadeaux, le calife lui  rend hommage et lui donne un décret d'autorisation. Après sa mort le calife désigne ses deux successeurs considérés comme des « intrus »: un certain Isaac nommé également Euwanis Ier et Athanase al-Sandali

## Source
- (en) Cet article est partiellement ou en totalité issu de l’article de Wikipédia en anglais intitulé « Iwannis I » (voir la liste des auteurs), édition du 24 avril 2014.